# Food studies
Food studies – krytyczne badania na temat jedzenia oraz jego związków z historią, sztuką, nauką, społeczeństwem, etc. Mianem food studies określane są nauki społeczno-humanistyczne skupiające się wokół tematyki związanej z jedzeniem, jego produkcją, konsumpcją, walorami estetycznymi. Dziedzina ta angażuje filozofów, historyków, historyków sztuki, socjologów, antropologów kulturowych i psychologów.
Dziedzina ta jest interdyscyplinarna, łączy w sobie nauki akademickie takie jak antropologia jedzenia, socjologia jedzenia, ekonomia dobrobytu, antropologia zmysłów czy filozofia jedzenia z wiedzą popularnonaukową, co przysparza trudności w jasnym jej zdefiniowaniu, jednak czyni ją niesłychanie interesującą. Brytyjski dziennikarz, Paul Levy, napisał: "badania nad jedzeniem są jeszcze w powijakach, więc byłoby głupotą próbować je definiować lub w jakikolwiek sposób ograniczyć, ponieważ temat, dyscyplina lub metoda, którą dziś wykluczymy może być jutro idealna".

## Problematyka badawcza
Nauka ta przeważnie posługuje się badaniami jakościowymi, a pytania, jakie stawia dotyczą wpływu jedzenia na środowisko, etycznych wymiarów jedzenia, tradycji związanych z jedzeniem, co stanowi, że coś jest tradycją związaną z jedzeniem, a nie jedynie przyzwyczajeniem żywieniowym czy tego, co decyduje o tym, co jedzą ludzie jako grupa. Badania prowadzi się również na temat związków jedzenia z miejscem, przez co w latach '90 XX wieku powstało pojęcie "foodscape", polegające na mapowaniu jedzenia.
Poruszenie tej problematyki badawczej było naturalnym skutkiem ogólnospołecznego zainteresowania kwestiami powstałymi w wyniku pojawienia się nowych technologii żywnościowych w ciągu ostatniego stulecia, począwszy od nawozów chemicznych po GMO. Podmioty prowadzące badania zbliżają się do tych pytań rozumiejąc w nich wymiary naukowe, filozoficzne, ekonomiczne czy etyczne.

## Instytucje i czasopisma
Część badaczy tego nurtu zgromadzona jest wokół The Association for the Study of Food and Society. Grupa ta organizuje doroczną konferencję (wraz z Towarzystwem ds. Rolnictwa, Żywności i Wartości Ludzkich); Publikuje interdyscyplinarne czasopismo Food, Culture and Society oraz prowadzi kontakt mailowy z ponad tysiącami członków w celu omówienia tematów związanych z żywnością. ASFS utrzymuje listę instytucji przyznających stopnie naukowe z zakresu food studies.
Od 2007 roku University of London oferuje studia magisterskie z zakresu antropologii jedzenia.
Queen Margaret University w Edynburgu oferuje studia magisterskie z Gastronomii. Studenci pogłębiają tam swoją wiedzę o jedzeniu, odżywianiu, diecie i zdrowiu. Studia nie dotyczą tylko pogłębiania wiedzy o pożywieniu, ale dotyczą również jego kontekstów antropologicznych, politycznych czy środowiskowych.
Food & History jest wielojęzycznym (francuskim, angielskim, niemieckim i hiszpańskim) czasopismem publikowanym od 2003 roku w ramach corocznej konferencji Europejskiego Instytutu Historii i Kultur Żywności (fr) (IEHCA) z siedzibą w Tours (związaną z Université François Rabelais).
W Polsce Uniwersytet SWPS oferuje podyplomowe studia z zakresu food studies. Studia przeznaczone są dla osób zainteresowanych tematyką kulinarną i wiążących swoją karierę zawodową z branżą gastronomiczną, turystyczną, mediami kulinarnymi oraz life stylowymi, a także tych, którzy chcieliby swoje dotychczasowe wykształcenie uzupełnić o wiedzę związaną z kulinariami w różnych aspektach. Celem studiów jest poszerzenie wiedzy teoretycznej o kulinariach, jako ważnym i nieodłącznym elemencie kultury. Studia mają na celu zapoznanie słuchaczy z najnowszymi trendami w żywieniu, ich potencjałem rynkowym oraz społecznym oraz ukazanie roli jedzenia w źródłach kultury, reklamie czy mediach; przedstawienie dziedzictwa kulinarnego oraz produktów spożywczych jako środków wykorzystywanych w dyplomacji oraz turystyce.

## Edukacja o jedzeniu
Przemysł gastronomiczny gwałtownie się rozbudowuje, powstają coraz to nowsze restauracje i fast foody, które mają zarówno krótko jak i długofalowy wpływ na ekonomię. Wielu ludzi stoi za budowaniem sukcesu ; w gastronomii odpowiadają za to zarówno kelnerzy, kucharze, pracownicy farm, osoby sprzątające w restauracjach czy dostawcy żywności. Problem tkwi w tym, że większość z wyżej wymienionych pracowników zarabia minimalne kwoty za cały włożony przez nich trud w tę pracę. To oni po części biorą odpowiedzialność za złe warunki swojej pracy np. niehigieniczne kuchnie, w których jest przygotowywane jedzenie, co może mieć zły wpływ na zdrowie ludzi konsumujących posiłki, które z nich wychodzą.
Powstaje wiele programów, które uświadamiają społeczeństwo o tym, jak ważna jest rola diety np. akcja "Mleko w szkole" prowadzona w polskich szkołach podstawowych.